# Montero (musikalbum)
Montero är debutalbumet av den amerikanska artisten Lil Nas X, utgivet av Columbia Records den 17 september 2021. Efter framgångarna med låten "Old Town Road" påbörjade Lil Nas X arbetet på ett debutalbum under nedstängningen tack vare covid-19-pandemin. Han skrev albumets alla låtar och samarbetade med flera musikproducenter på albumet, däribland Omer Fedi, Roy Lenzo, Take a Daytrip och Kanye West. Montero är ett pop rap-album som blandar pop och hiphop. Albumet inkorporerar även trap, förvrängd hårdrock, 2000-tals liknande R&B-ballader samt alternativ rock. Centralt i låttexterna är självbiografisk queer-kärlek men albumet utforskar även hans problematiska uppväxt, nyfunna kändisskap, sex och hjärtekross. Den visuella delen av Montero innehåller flera bibliska referenser. 
Vid utgivningen mottog Montero hyllningar av musikjournalister som berömde Lil Nas X:s öppenhjärtiga låttexter om sin sexuella läggning och albumets produktion. Montero gick in på andraplatsen på amerikanska albumlistan Billboard 200 och såldes i 126 000 exemplar, varav 22 000 var fysiska exemplar, under premiärveckan. Internationellt toppade albumet försäljningslistorna i en mängd länder i Europa och Oceanien. Montero nominerades till en Grammy Award i kategorin Album of the Year medan albumspåret "Montero (Call Me By Your Name)" mottog nomineringar i kategorierna Record of the Year och Song of the Year. Montero kom med på flera musikjournalisters topplistor över årets bästa albumutgivningar.
Montero genererade flera singelutgivningar som blev populära. Huvudsingeln "Montero (Call Me By Your Name)" blev Lil Nas X:s andra i karriären att inta den prestigefyllda förstaplatsen på amerikanska topplistan Billboard Hot 100. Låtens musikvideo fick stor uppmärksamhet för sitt provocerande innehåll. "Industry Baby" var den andra singeln från albumet som intog förstaplatsen i USA medan "That's What I Want" blev en internationell hit med topp-tio placeringar i de flesta länder. I USA blev Montero en inlaga i det kulturkrig som pågått under en längre tid, där konservatism utmanades av alltmer liberala och öppna värderingar kring homosexualitet. Med albumet kröntes Lil Nas X till den "nya tidens kung av pop" av The Wall Street Journal. Hans sätt att öppet diskutera sin sexuella läggning i musiken gjorde honom till en pionjär och en viktig förebild bland HBTQ-ungdomar och unga vuxna. Montero blev erkänt som en av sin tids viktigaste musikalbum och tillät fler HBTQ-artister att följa i hans fotspår.

## Bakgrund
Den amerikanska sångaren och rapparen Lil Nas X släppte sin första mixtape, Nasarati, år 2018. Senare samma år släpptes låten "Old Town Road", ett verk som blandade country och rap. Låten blev viral på sociala medier och slog därefter igenom på mainstream-marknaden tack vare miljontals med streamningar. Låten klättrade högt på Billboard-listan Hot Country Songs innan Billboard plockade bort låten, då den inte hade tillräckligt mycket element av country. Hade låten inte plockats bort hade den blivit listetta den 6 april 2019. Händelsen blev kontroversiell och Billboard mottog massiv kritik som anklagade musiktidningen för att segregera minoriteter baserat på hudfärg. Musikjournalisten Robert Christgau sa: "Att ta ner 'Old Town Road' ter sig för mig som rasistiskt helt enkelt, countryradio förblir rasistisk oavsett hur många Darius Ruckers och Kane Browns dom gör plats för." Billboard försvarade sig mot kritiken och hävdade att valet att plocka ner låten från listan inte hade något med rasism att göra. Kontroversen genererade stor uppmärksamhet kring Lil Nas X och hjälpte "Old Town Road" att nå större framgång. En remixversion med countrymusikern Billy Ray Cyrus skapades. Versionen låg rekordbrytande 19 veckor som etta i följd på mainstreamlistan Billboard Hot 100 och mottog ett diamantcertifikat av Recording Industry Association of America (RIAA).
I juni 2019 släpptes Lil Nas X:s första EP, 7, som innehöll sju spår, däribland båda versionerna av "Old Town Road". Innehållet på 7 bestod av mainstream rap och popmusik som inkorporerade alternativ hårdrock. Spåret "Rodeo" gästades av den amerikanska rapparen Cardi B medan "Panini" blev en topp-fem hit i USA med hjälp från rapparen DaBaby. Mot slutet av året mottog Lil Nas X sex Grammy Award-nomineringar, däribland Record of the Year för "Old Town Road," Album of the Year för 7 och Best New Artist. Han vann två troféer i kategorierna Best Pop Duo/Group Performance och Best Music Video. Mot slutet av året släpptes "Holiday", hans första komposition inspirerad av julmusik. I mars 2021 valde Lil Nas X att komma ut som homosexuell i ett brev som han dedikerade till sig själv som 14-åring. Han beskrev ögonblicket som det "läskigaste ögonblicket i sitt liv".

## Låtskrivande och inspelning

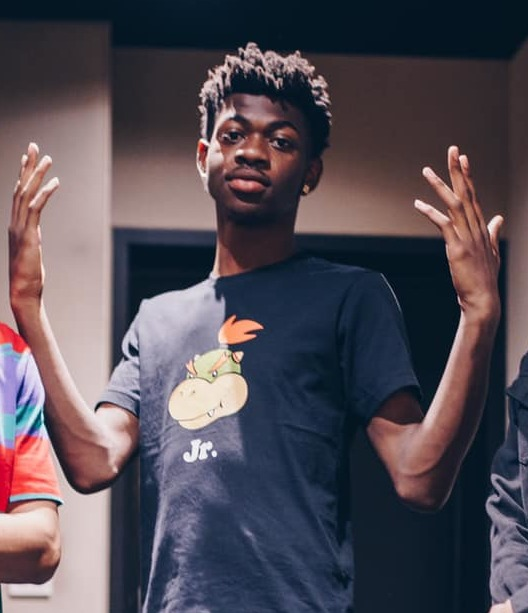
Lil Nas X (på bilden) i en inspelningsstudio år 2019.

Inför skapandet av Montero kände Lil Nas X stor prestationsångest och tvivlade på att han skulle kunna matcha sina tidigare framgångar. Under år 2020 spenderade han tiden mestadels för sig själv tack vare covid-19-pandemin. Perioden inspirerade Lil Nas X att skriva djupt personliga låttexter och spela in sin dittills mest personliga musik. Trots att han redan kommit ut med sin läggning upplevde han svårigheter att uttrycka sin sexualitet i låtskrivandet till albumet. I en intervju med Apple Music sa han:
| ” | Med det här albumet så visste jag vad jag ville. Jag vet var jag vill vara i livet. Och jag vet att det krävs att jag är mer öppen med mig själv hur ont det än gör och hur obekvämt det än är att säga sakerna jag måste få säga. Det är ännu tydligare på de mer sexuella låtarna, som med "Call Me By Your Name". I inspelningsstudion med mina vänner var det väldigt pinsamt att säga det jag sa, jag försökte att obekvämt skratta bort det. | „ |

Inför skapandet av Montero hyrde Lil Nas X ett Airbnb för att skriva och spela in sin musik. Han beskrev skapandeprocessen av Montero som "renande" och som "terapi" då den tillät honom att släppa vad folk skulle tycka om honom. Han berättade för Apple Music att han skrev över hundra låtar till albumet. I intervjun kommenterade han: "De flesta [låtarna] började med enbart melodier; melodier över instrumentalmusik eller en loop som jag tyckte om och jag fortsatte typ; 'Okej vart kan jag ta det här'." Han fortsatte: "Med melodierna fortsatte jag- jag visste oftast redan var låten skulle handla om så jag fyllde bara i tomrummen. Det funkade nästan varje gång." Med de hundra låtarna som skapats, plockade Lil Nas X successivt bort material tills han hade låtar som han tyckte var "viktigast för albumet". Musikduon Take a Daytrip blev chefsproducenter för albumet medan Lil Nas X jobbade med en mängd musikproducenter under skapandet, däribland Omer Fedi, Roy Lenzo och Kanye West.
Lil Nas X berättade för The Wall Street Journal att han tog psykedeliska svampar under låtskrivandet till Montero eftersom det hjälpte honom att "öppna upp" om personliga saker han inte skrivit om tidigare och komma bort från sin självmedvetenhet. Han sa: "Jag kunde öppna upp mycket. Jag kunde skriva om saker som faktiskt hänt mig och få in det i min musik. Det var första gången." Gångerna han tog svampar hade han nyktra vänner i sällskap som hade ansvaret att se så han var "okej".

## Inspiration och koncept
Lil Nas X har lyft fram den amerikanska rapparen Doja Cat som en inspiration vid skapandet av Montero. Cat föddes 1995 men kom ändå att bli en symbol för Generation Z och generationens version av Nicki Minaj; en rappare som lyckats slå igenom på bred front på popmarknaden. I en intervju sa Lil Nas X om Cat: "Hon är min största inspiration just nu och hennes musik. Hon är mångsidig. Hennes videos och personlighet är färggrann och pop. Och hon är rolig!" Lil Nas X döpte albumet efter sitt födelsenamn Montero och sa: "Allt sammankopplar med ett litet ord. Det [albumet] är sammanhängande. Väldigt rakt på, typ; 'Det är såhär jag känner inför framtiden, om saker i det förflutna, om saker just nu, den här delen av mitt liv, den här delen av min familj, den här delen av min karriär, du fattar? Jag vill verkligen att folk ska lära känna Montero." Han sammanfattade: "Det [albumet] är helt klart djupare, men har fortfarande bra, dansanta låtar."
Lil Nas X hämtade ytterligare inspiration från artister som Frank Ocean och Tyler, the Creator. Om inspirationen bakom titelspåret kommenterade han i en intervju med Genius: "Jag blev inbjuden till min väns nya hus och det var då jag kom på att jag verkligen gillade honom jättemycket. Jag skrev låten nästa dag." En annan inspiration bakom låten kom från filmen Call Me By Your Name från 2017 som var den första hbtq-filmen han såg. Låtens sexuella textdelar var menade att bryta "stigmatiseringen" av gaysex på samma vis som sex i heterosexuella relationer framförs i musik. I intervjun med Genius förklarade han att han ville ge uttryck för queer-relationer i mainstreammusik: "Jag anser att det är väldigt viktigt för representationen. Och det kommer att öppna dörrar den dagen då någon annan säger, 'Den här personen pratade om det här, och jag tänkte inte ens på det.'"

## Komposition och musikalisk stil
Montero består av 15 spår och gästas av flera artister, däribland Doja Cat, Elton John, Megan Thee Stallion och Miley Cyrus. Lil Nas X etablerade sig främst som en rappare med sin tidigare musik men Time noterade att rap bara utgjorde en liten del på Montero. Efter utgivningen av 7 jobbade Lil Nas X nära Kuk Harrell för att förbättra sin sångröst som tidigare beskrivits som "något skakig". Harrell hade dessförinnan hjälpt artister som Beyoncé, Rihanna och Céline Dion. Montero är i huvudsak ett pop rap-album med hiphop och pop som grund. Albumet inkorporerar även trap och förvrängd hårdrock tillsammans med influenser av R&B-ballader från tidigt 2000-tal. Time kategoriserade majoriteten av innehållet som "typisk 2020-tals pop" med "stora melodier ackompanjerade med hiphop-takter, gitarr, sentimentala ballader och massvis med homage till 1980- och 1990-tals rockmusik". Jordan Currie från Exclaim! ansåg att Montero gav prov på en "stor bredd" med musikaliska influenser som gospel och poprock och visade på Lil Nas X:s artistiska mångsidighet.
Första spåret på Montero är titelspåret "Montero (Call Me By Your Name)" som inleds med spansk gitarr och sedan fortsätter med flamenco-inspirerade gitarrslingor över en hård basgång. Kompositionen på "Dead Right Now" påminner om 1970-tals soul och blandar hårda trapbeats med gospel-harmonier. Lil Nas X:s sångframförande har beskrivits som "förföriskt". "Industry Baby" producerades av West och gästas av Jack Harlow och har beskrivits som en storslagen "rap-hymn". Låtens öppning med trumpet ansågs efterlikna en "storslagen Olympisk ceremoni. Den drivs av "rytmisk" saxofon, horn och "dunkande" trapbeats. "That's What I Want" är en poplåt i upptempo som innehåller keyboard och gitarr och beskrevs som "pop-vänlig". Den delar tempo, ackordsförlopp och struktur med "Stay" av The Kid Laroi. Låten innehåller "lättsam" rytm och en "storslagen" och "trallvänlig" refräng vilket gjorde att den jämfördes med "Hey Ya!" (2003) av Outkast. Lil Nas X samarbetade med Doja Cat på "Scoop", en låt som han teasade om på sociala medier tidigt år 2021. Den är en hiphop-komposition där Doja Cats rappverser beskrevs som "kaxiga och vassa". Låten innehåller stränginstrument och en kraftig basgång.
Ljudbilden på "One of Me" beskrevs som ett "vackert och dramatiskt pop-landskap" och är en känsloladdad ballad med John på piano. På "Dollar Sign Slime" återkommer horn medan Lil Nas X rappar tillsammans med Stallion. Hans rap jämfördes med DaBabys. "Lost in the Citadel" är en pop-punk-komposition och har beskrivits som en "dystopisk dagdröm", vars trance-liknande komposition beskrevs som en kontrast mot albumets övriga material. "Tales of Dominica" är en gitarr-driven låt med flamenco och danspop-influenser. "Void" har beskrivits som "emo" och den drivs av gitarr. Lil Nas X ger prov på sitt röstomfång med ett "sårat och ömsint" sångframförande. Currie ansåg att den visade att han även kunde "leverera" på ballader. "Don't Want It" är en hiphop-låt som avbryts med ljudklipp från när TV- och radiopresentatörer läser upp en rad av hans bedrifter. Låten beskrevs av Stephen Dew från Billboard som en höjdpunkt på albumet. "Life after Salem" beskrevs som en poprock och "explosiv alt-rock komposition" med antydningar till grunge. Montero avslutas med "Am I Dreaming?" som drivs av akustisk gitarr och är en duett med Miley Cyrus. Cyrus raspiga ton beskrevs som "melankolisk" och en "trevlig" kontrast till Lil Nas X:s mjukare framförande. Låtens sista vers, "Never forget me and everything I've done", följs av vattenstänk något som Currie ansåg hade "mörka antydningar" och att det helt klart skulle analyseras av fans. Hon ansåg att tonskiftet var klart annorlunda jämfört med albumets inledning och nästan lät som ett annat album.

## Teman och textanalys

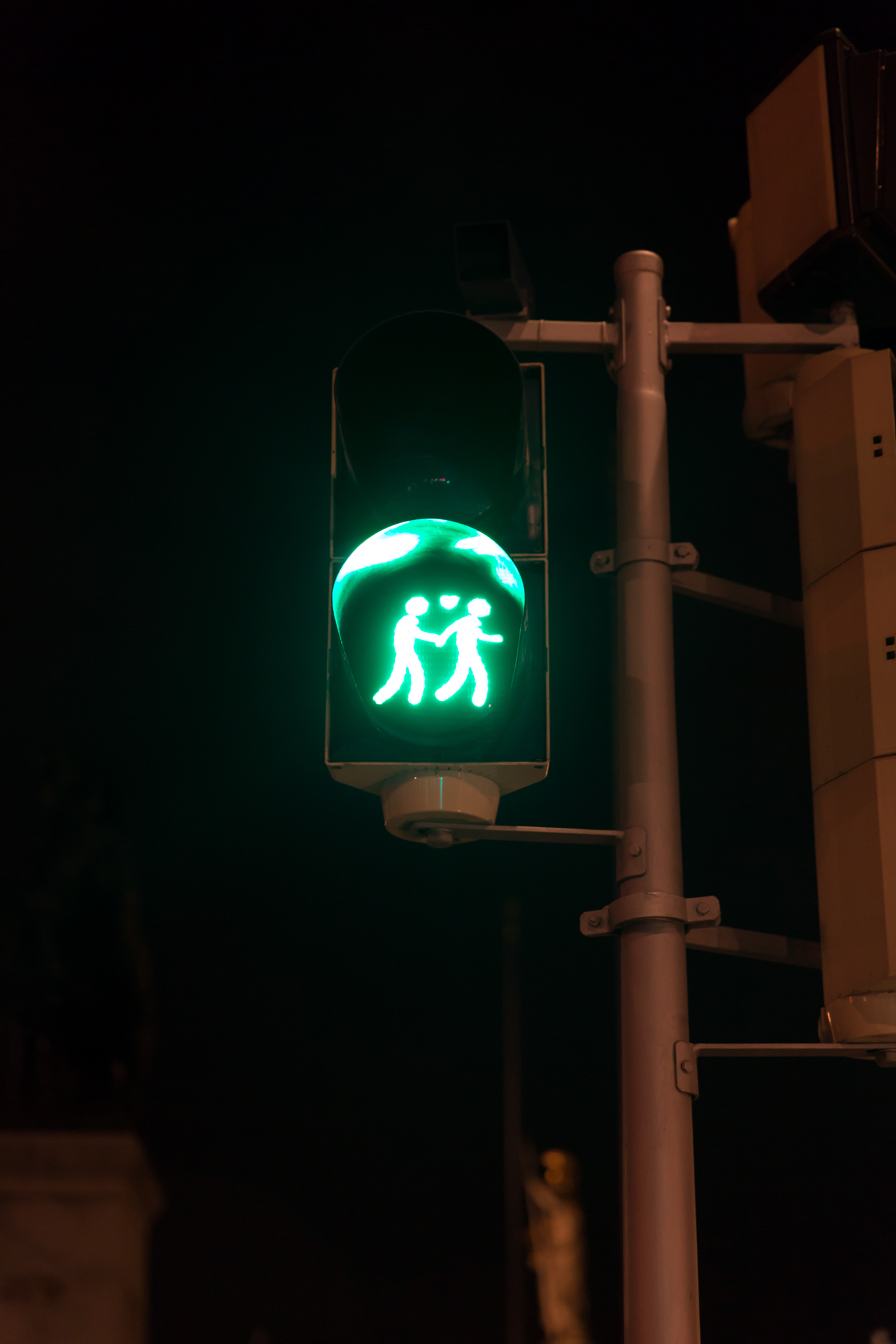
Lil Nas X hoppades att "Montero (Call Me By Your Name)" skulle få HBTQ-personer att känna att de "fick existera".

Montero vidrör enligt Time en variation av ämnen och låttexterna är ofta självbiografiska. Återkommande är teman om förlåtelse, pånyttfödelse och att hitta hem. Det centrala temat i låttexterna är Lil Nas X:s läggning som han "stolt" och "öppet" beskriver i ett flertal texter. Time noterade att den kritik han fått för sin läggning inte hade "tystat" hans fria uttryckssätt i musiken. Currie skrev att det "uppenbara fokuset" i låttexterna var "queer-kärlek, hjärtekross, nyfunna kändisskap och livet innan. Time uppmärksammade även att Lil Nas X var "konfrontativ" i sina musikvideor och online men att hans låttexter var mer återhållsamma. Journalisten konstaterade att han "vuxit" som låtskrivare sedan sin EP och att hans låtar nu innehöll "förrefräng, refräng och brygga; han utvecklar text- och musik-idéer genom låtarna och lägger större fokus på små detaljer". Allmusic ansåg att låttexterna var "introspektiva", sammanhållna av Lil Nas X:s "relaterbara perspektiv" som både hjälte och skurk. Han navigerar sitt nyfunna kändisskap samtidigt som han "bearbetar sin identitet som en ung, svart, homosexuell man i en traditionellt intolerant genre". "Montero (Call Me By Your Name)" beskriver åtrå gentemot en annan man, kärlek och gaysex. Lil Nas X sjunger om frustrationen att leva i garderoben, smärtan att älska någon som fortfarande inte kommit ut och avundsjukan han känner gentemot heterosexuella som kan leva sina liv utan förtryck och hat. Han inleder med att sjunga; "You live in the dark, boy, I cannot pretend" ("Du lever i mörkret, men jag kan inte låtsas") och fortsätter sedan: "I'm not fazed, only here to sin" ("Jag är inte brydd, är bara här för att synda"). I en intervju uttryckte han förhoppning om att låtens text skulle få andra HBTQ-personer att känna att de fick "existera". Om låten sa han: "Den gav mig ett nytt självförtroende. Att kunna säga: 'Vet du vad? Jag vill göra det här'. Och jag bryr mig skiten i vem som kommer bli upprörd." Han fortsatte:
| ” | Folk kommer bli arga, dom kommer säga att jag har en agenda. Men sanningen är att det har jag. Agendan är att folk ska hålla sig borta från andras liv och sluta diktera vem dom ska vara. | „ |

På "Dead Right Now" beskrivs hans problematiska uppväxt och hur han planerade att ta sitt liv om han inte nådde berömmelse. Texten beskriver även hans mors problem med droganvändning. I "Industry Baby" reflekterar Lil Nas X över de synpunkter om att han bara är en "produkt i musikindustrin" och att hans sexuella läggning gör en del obekväma. "That's What I Want" sjunger Lil Nas X om sin vilja hitta en själsfrände att få hålla nära och känna sig trygg med. "Scoop" firar självförverkligande med rappverserna: "I’ve been workin’ on my body/ You ever seen a nigga hit pilates?." Han läxar även upp en utåt sett heterosexuell man som han har haft en hemlig sexuell relation med. Eric Torres från Pitchfork ansåg att den var "uppfriskande" med en mainstream-artist som för första gången beskrev gaysex utan eufemismer. På "One of Me" är Lil Nas X sin egen största kritiker och upprepar vad hatare sagt till honom, som att han inte kommer hålla i musikindustrin, att han är ett skämt och en meme. Dew ansåg att den var ett bevis på vad konstant kritik kunde göra med en persons självkänsla.

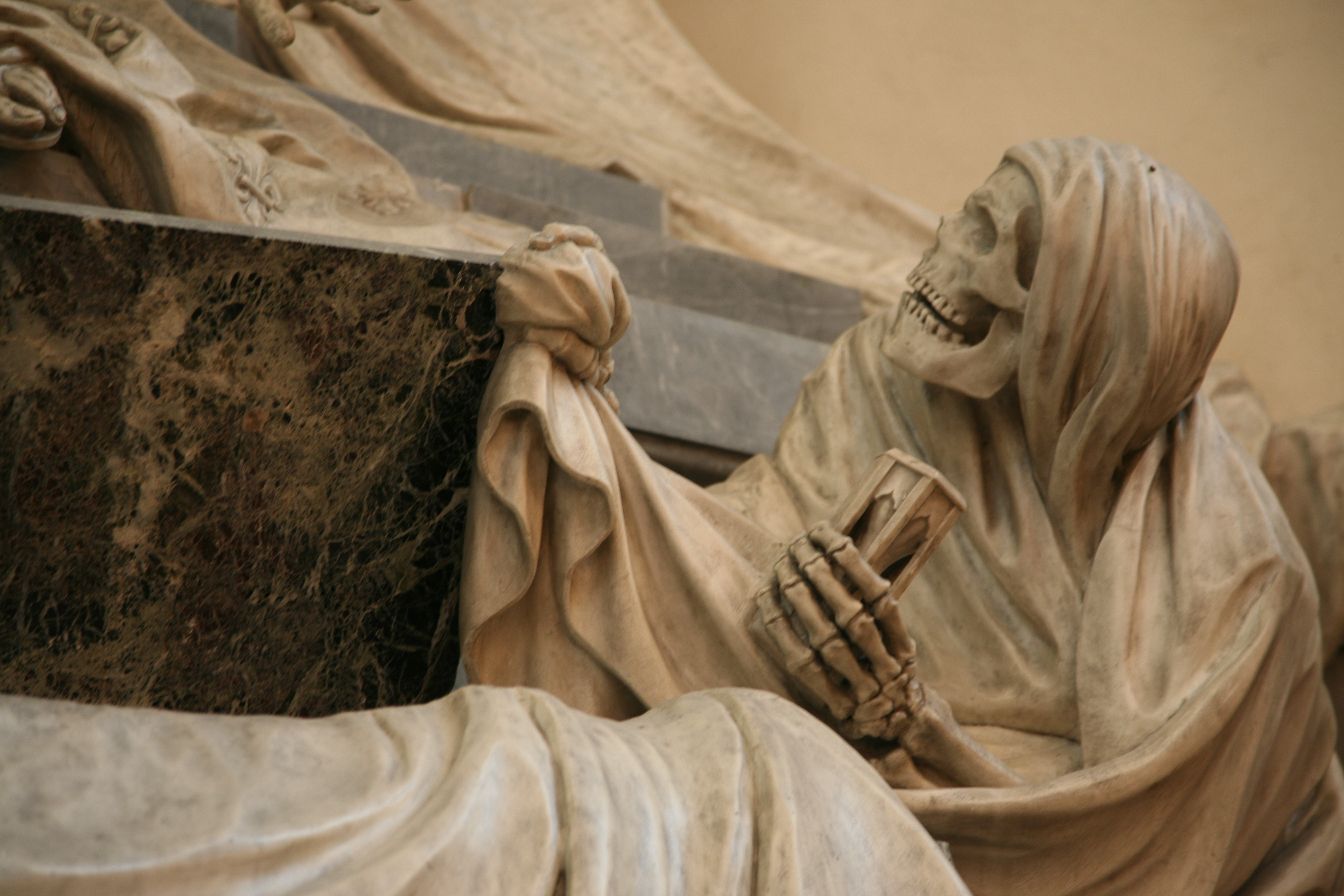
På "Don't Want It" sjunger Lil Nas X till Liemannen (på bilden; Liemannen med ett timglas i Saint Thomas' Church, Strasbourg) att han inte vill ha eller behöver sin berömmelse. Låten var en av de på Montero som beskrevs som mörkare.

De sista fem spåren på Montero beskrevs som "klart mörkare och dystrare" med ämnen som rör sig kring depression, ångest, självtvivel och ensamhet. Låtarna beskrev sidor som Lil Nas X dolt från allmänheten tidigare. Currie beskrev dessa låttexter som "introspektiva" och att Lil Nas X både i videor och i sociala medier främst framställt sig som rolig och charmerande. "Tales of Dominica" beskriver hans oro kring att bli alltmer självständig och hur han föreställer sig ensam på en öde ö i framtiden. Dew ansåg att han öppet beskriver den ångest och oro som ibland plågar honom. "Sun Goes Down" beskriver den rasism och homofobi som Lil Nas X upplevde som ung. Allmusic beskrev den som "konfessionell" och ett brev till hans yngre jag. Den berättar även om hans svårigheter att acceptera sin läggning, låga självkänsla och tankar på att begå självmord samt sitt nyfunna kändisskap. Allmusic ansåg att texten skulle bonda med fans och vara en "bitterljuv motivation" till personer med liknande svårigheter. Currie noterade att Lil Nas X ändå förhöll sig positiv till framtiden i låten med texten: "I know that you want to cry/ But there's much more to life than dyin'".
"Void" beskriver hans känslor kring prestationsångest: "I’d rather die than to live with these feelings". Texten har beskrivits som ett kärleksbrev vars mottagare förblir okänd. Dew ansåg att den antingen kunde vara till en tidigare älskare, en vän eller till Lil Nas X själv i framtiden. Under låtens gång tappar han bitvis självförtroende och uttrycker ensamhet. "Don't Want It" skryter om hans alla karriärbedrifter samtidigt som texten vittnar om att han sitter fast i tidigare mönster av ledsamhet och apati. Han avslutar med att tilltala Liemannen att han inte vill ha sin berömmelse. "Lost in the Citadel" har beskrivits som en "ångestladdad" och "problemtyngd kärleksballad där Lil Nas X ser tillbaka på en misslyckad kärleksaffär. Han ansågs förmedla smärta i sin sångröst när han sjöng: "I need time to get up and get off the floor, I need time to realise I can’t be yours." "Dollar Sign Slime" har en kaxig låttext där Lil Nas X "sätter hatare på plats". Dew ansåg att han använde skadeglädje på "rätt sätt" när han "skrytsamt" rappar som sina bedrifter med betoning på sin unga ålder. "Life After Salem" är ett "sorgtyngt rocknummer" och en "dikt om hjärtekross och förräderi". Dew ansåg att den var ännu en "mörk musikal där Lil Nas X självsaboterar en kärleksrelation".

## Utgivning och marknadsföring
Marknadsföringen av Montero påbörjades över nio månader innan albumets utgivning. Montero var till en början planerad för utgivning under sommaren 2021 men den flyttades fram. Den 26 mars 2021, efter utgivningen av låten "Montero (Call Me By Your Name)", meddelade Lil Nas X att hans debutalbum med namnet Montero skulle släppas under året. Den 1 september 2021 postade han albumets låtlista på sociala medier och meddelade dess gästartister. Senare samma månad deltog Lil Nas X i en fotografering för sin fingerade graviditet. Barnet symboliserade det kommande albumet. Han startade en insamling tillägnad sin baby där pengarna gick till olika HBTQ-organisationer. Albumet gavs ut via Columbia Records den 17 september 2021. Under dagen postades en video på Lil Nas X:s Youtube-kanal där han intervjuades av Montero– spelad av sig själv– i det påhittade programmet The Montero Show. Efter intervjun färdades han akut till sjukhuset för att "föda sitt barn". I de flesta större amerikanska städer syntes även reklamaffischer där Lil Nas X drev med konservativa politiker och ledare. Vissa reklamaffischer hade rubriken "Do You Miss the Real America?" och en länk till hans hemsida. Han uppträdde med sin musik på den afroamerikanska prisceremonin BET Awards. Den 3 mars 2022 uppträdde han igen med ett medley vid prisgalan Grammy Awards.

### Singlar

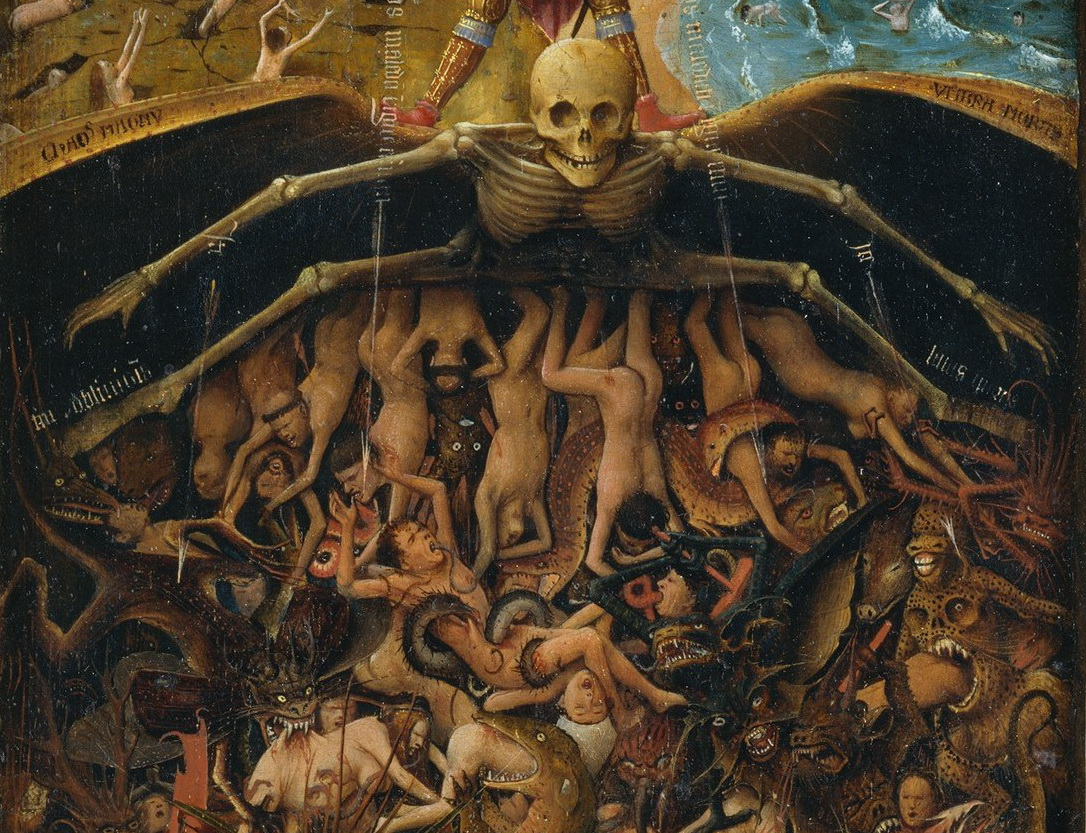
En av Jan van Eycks målningar (på bilden) inkluderades på skokartongen till Lil Nas X:s "Satanskor".

Huvudsingeln från Montero, "Montero (Call Me By Your Name)", spelades för första gången i en reklam för Logitech under Super Bowl LV i februari 2021. Den 9 mars 2021 postade Lil Nas X singelomslaget och utgivningsdatumet för låten på Twitter. I juli samma år laddade han upp korta stycken av låten på Twitter. "Montero (Call Me By Your Name)" blev Lil Nas X:s andra listetta på amerikanska singellistan. World Music Awards meddelade 24 april 2021 att låten var världens bäst säljande musiksingel under veckan. Låten blev Lil Nas X:s andra förstaplats på den internationella singellistan United World Chart samma vecka. På Spotify var låten världens näst-mest streamade låt år 2021 efter Olivia Rodrigos "Drivers Licence" (2021). Musikvideon till låten fick 105 miljoner visningar på Youtube på mindre än två veckor. Tillsammans med singelutgivningen släpptes även sneakerskor med namnet "Satan Shoes". De var specialgjorda Nike-skor av modellen Nike Air Max 97 i ett samarbete mellan Lil Nas X och företaget MSCHF. Sulan innehöll människoblod och skorna dekorerades med satanistiska budskap, bland annat i form av pentagram och uppochnervända petruskors.
"Sun Goes Down" gavs ut som albumets andra singel. Billboard ansåg dock att utgivningen tog skada av huvudsingelns framgångar. Den känslosamma balladen fick ett positivt bemötande. Den 19 oktober 2021 nådde "Industry Baby" förstaplatsen på Hot 100-listan efter att, veckan innan i USA, fått 64 miljoner radiospelningar, 23,2 miljoner streamningar och 34,2 miljoner digital nedladdningar. Låten blev därmed Lil Nas X:s tredje listetta i karriären. Den blev Harlows första listetta och Wests femte listetta som låtskrivare.
"That's What I Want" släpptes som albumets fjärde singel. Time rapporterade att låten, innan utgivningen, använts i över 15 000 videor på Tiktok. Låten gick in på tiondeplatsen på Hot 100-listan och blev därmed hans tredje topp-tio hit och femte hit totalt. Den nådde åttondeplatsen den 2 april 2021. Internationellt nådde låten fjärdeplatsen på Billboards Global 200 i september 2021 och fick över 39 miljoner streamningar den veckan från länder utanför USA. I Storbritannien blev "That's What I Want" hans högst placerade debut på landets UK Singles Chart där den gick in på tiondeplatsen. Han framförde låten på Saturday Night Live och prisceremonin BET Awards. Låten användes i en reklamfilm för Taco Bell där Lil Nas X utförde danskoreografi. Videon var ett homage till "Hey Ya!" av Outkast.

## Visuella teman

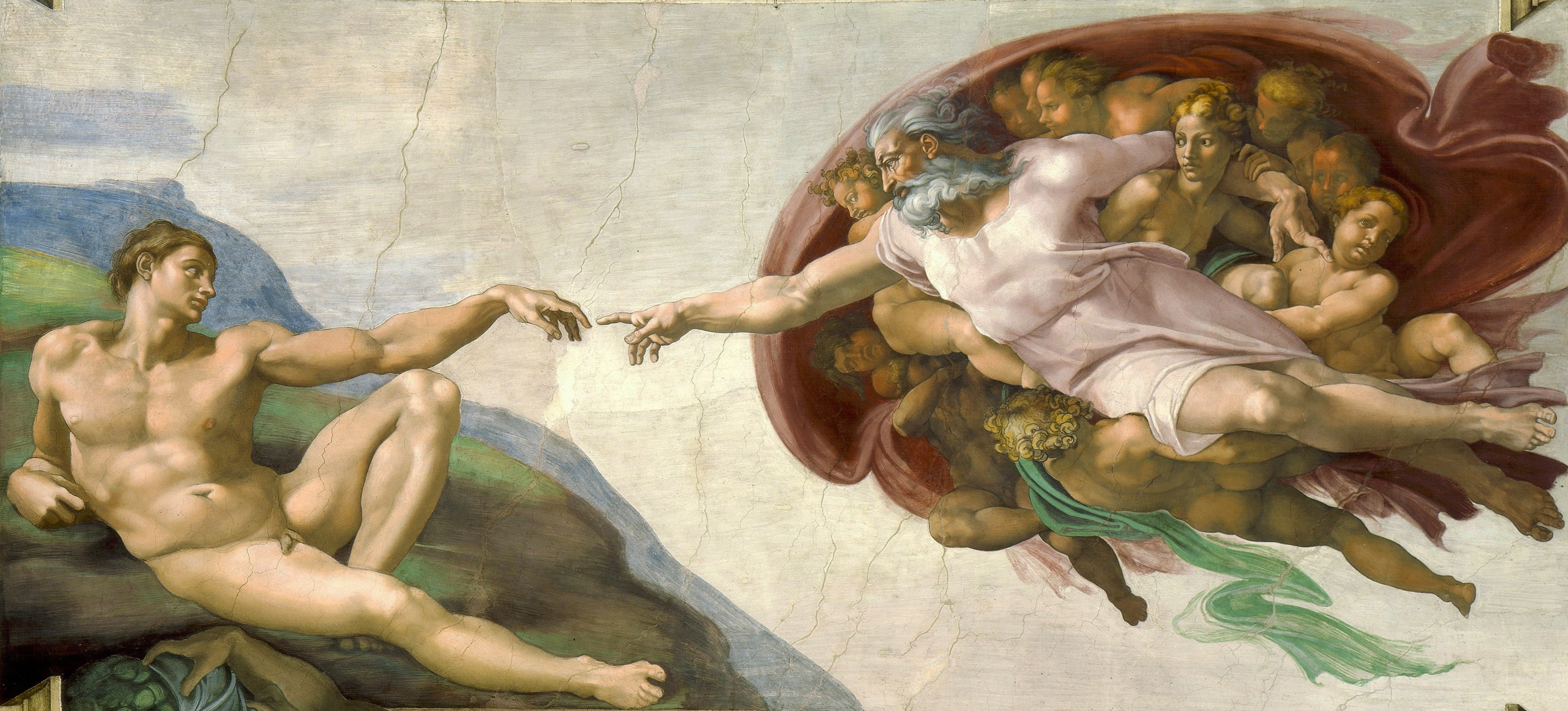
Omslaget till "Montero (Call Me By Your Name)" visar Lil Nas X i en omtolkning av Michelangelos Adams skapelse (1510).

Entertainment Weekly noterade att bibliska referenser var återkommande under lanseringen av Montero och att Lil Nas X använde kristna teman för att uttrycka sin homosexualitet på ett "unikt sätt". Albumets visuella delar har beskrivits som "högteknologiskt Avantgarde" där Lil Nas X "leker" med grundprinciperna kring himlen och helvetet. Omslaget till singeln "Montero (Call Me By Your Name)" föreställde Lil Nas X som både Gud och Adam i en omtolkning av Michelangelos Adams skapelse (1510). Omslaget till albumets andra singel, "Sun Goes Down" jämfördes med det för den amerikanska långfilmen The Last Airbender. Lil Nas X sitter iklädd en vit kostym omgärdad av vita moln.

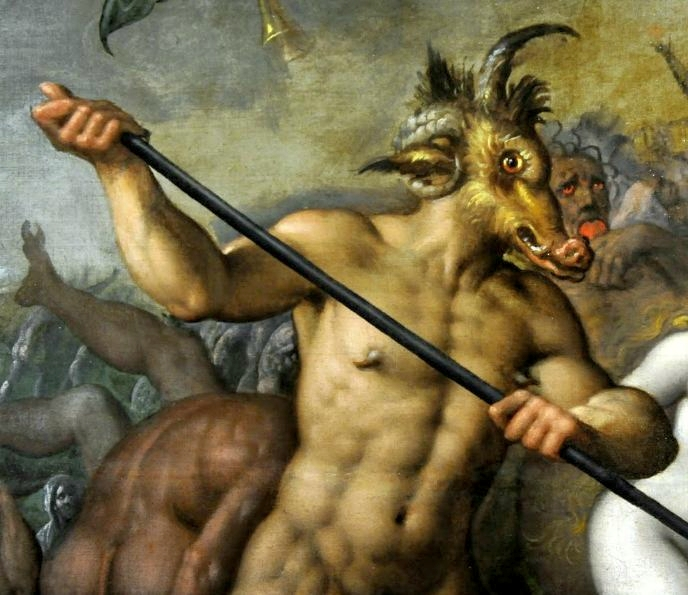
I musikvideon till "Montero (Call Me By Your Name)" ger Lil Nas X Satan en lapdance (på bilden en målning föreställande Satan från 1600-talet). Han ses även resa ner till helvetet via en strippstång, ett svar till homofober som anser att homosexuella hamnar där på grund av sin läggning.

Albumomslaget skapades av artisten Charlotte Rutherford och släpptes tillsammans med låtlistan den 1 september 2021. Inspirationen bakom omslaget kom från barnprogrammet Svampbob Fyrkant och Genesis II av John Stephens. Han berättade att bilden symboliserade "livets cirkel" och delade samtidigt ett citat från Första Moseboken: "På så sätt fullbordades himlarna och jorden i hela sitt enorma utbud. På den sjunde dagen var Gud klar med allt sitt arbete; så på den sjunde dagen vilade han." Regnbågen på omslaget till EP:n 7 har tolkats som en referens till Lil Nas X:s läggning. På omslaget till Montero förekommer återigen regnbågstemat. Lil Nas X svävar naken i luften i en färggrann och animerad miljö. Omslaget innehåller flera påskägg. Lil Nas X:s svävande siluett förekom även i videon till "Montero (Call Me By Your Name)" där han ses sväva upp mot himmeln. Fjärilar syns– vilka hade medverkat subtilt i hans tidigare musikvideor – och symboliserade en stor "förändring" för honom. Inuti omslaget syns även flera Grekiska monument och byster, vilka är en referens till musikvideon till "Montero (Call Me By Your Name)" i vilken han förs till en Gladiator-arena för att straffas. Bakom ett monument syns ett lila klot som Entertainment Weekly ansåg var ett referens till månen i "Montero (Call Me By Your Name)". I vardera hörn längst ner på omslaget syns vatten som svävar i tyngdlöshet, vilket kan tolkas som en referens till videon för "Sun Goes Down" där Lil Nas X mediterar och manipulerar vatten.
Musikvideon till "Montero (Call Me By Your Name)" utspelar sig i olika mytomspunna, religiösa och historiska miljöer, däribland Edens trädgård. Den beskrevs som provokativ och skapade kontrovers då den visade honom resa ner till helvetet på en strippstång och ge Satan en lapdance. Mot videons slut bryter han nacken av Satan och tar hans plats. Videon var ett svar till religiösa homofober som, under hans uppväxt, hävdat att homosexualitet var en synd och något man hamnade i helvetet för. Videon skapades som en metafor för hur Lil Nas X själv tog kommandot över sitt liv och sin berättelse. I en reklamfilm inför utgivningen av Montero syns kokonger med flera versioner av honom själv. Han uppmuntrar dem att bryta sig fria. Musikvideon till "Sun Goes Down" har ett upplyftande tema där Lil Nas X åker tillbaka i tiden för att hjälpa sin yngre version som kämpar med utanförskap, mobbning och livsleda. Han beskrev att videon hade en "väldigt speciell plats i hans hjärta" och att den var "väldigt personlig". I musikvideon för "Industry Baby" dansar Lil Nas X naken tillsammans med flera andra män i ett fängelse innan han rymmer med hjälp av Harlow. I musikvideon till "That's What I Want" spelade Lil Nas X:s pojkvän Yai Ariza hans kärleksintresse. I videon har paret sex i ett tält och senare sekvenser visar ett bröllop där Lil Nas X är bruden. Videon var en homage till den amerikanska långfilmen Brokeback Mountain (2005). Videon förespråkar säkert sex bland homosexuella och marknadsförde kondomer av märket Durex.

## Mottagande

### Reaktioner
"Montero (Call Me By Your Name)" och dess musikvideo fick beröm från musikjournalister som ansåg att de var "ohämmat queer". Videon mottog massiv kritik från konservativa i USA och röster uppmanade till bojkott av hans musik. De kritiserade videon som de ansåg var "omoralisk" och "skadlig för barn". Fox News Channel beskrev musikvideon till "Montero (Call Me By Your Name)" som "desperat och verkligen väldigt patetisk" medan musikern Pastor Troy kritiserade Lil Nas X för att försöka frånta män deras maskulinitet och driva sin "homosexuella agenda". Lil Nas X berättade att den massiva kritiken tog "hårt på honom" och gav honom ångest men skrev i ett svar på Twitter: "Det är masskjutningar varje vecka och vår regering gör ingenting för att stoppa det. Att jag glider ner på en stång är inte vad som förstör vårt samhälle. Jag är vuxen. Jag tänker inte lägga hela min karriär på att ta hand om era barn. Det är ert jobb." Los Angeles Times och Vice jämförde den "satanistiska paniken" som videon orsakat i USA med tidigare händelser i populärkulturen, exempelvis när jazzmusik ansågs vara "djävulens musik" under tidiga 1900-talet eller när John Lennon hävdade i en intervju från 1966 att "The Beatles var mer populära än Jesus". David Harris, en magister vid Church of Satan, uttryckte sitt gillande över videons porträttering av sexuellt samtycke och videons slut, där Lil Nas X krönte sig själv till Satan. Lil Nas X uppgav att han kände sig nöjd med att ha startat en debatt om en "situation som berör mig och så många jag känner".
"Satan-skorna" skapade kontrovers och ramaskri i USA bland politiker, friidrottare och musiker som ansåg att de var del i en "demonisk, ondskefull och satanistisk homosexuell agenda". republikanska guvernören Kristi Noem skrev: "Vi måste kämpa för vår nations själ. Vi måste kämpa hårt. Vi måste kämpa smart. Vi måste vinna." Kritiken förlöjligades av många användare på sociala medier och hashtags som "satanistisk panik" trendade. Alla exemplar av skorna sålde slut på mindre än en minut. Nike stämde Lil Nas X och MSCHF för varumärkesintrång, falsk ursprungsbeteckning och orättvis konkurrens. I mars publicerade han en video på Youtube där titeln antydde att han skulle be om ursäkt för skorna. Videon övergick istället till sekvensen från "Montero (Call Me By Your Name)" där han gav Satan en lapdance. I april 2021 fick Nike igenom ett kontaktförbud (tidigare kallat "besöksförbud") vilket blockerade ytterligare försäljning av skorna. Efter lanseringen av "Montero (Call Me By Your Name)" tvingades Lil Nas X anställa livvakter. Uppträdandet på BET Awards skapade kontrovers och fick negativ respons från konservativa efter att han tungkysst en manlig bakgrundsdansare. Under Grammy Award-uppträdandet bar han en broderad crop top och mottog därför kritik av den konservativa kommentatorn Greg Kelly som ansåg att Lil Nas X stod för "allt som är fel med Amerika". Lil Nas X försvarades, bland annat av rockmusikern David Draiman från bandet Disturbed som uppmuntrade honom att "vara sig själv". Både Lil Nas X:s påhittade graviditet och videon för "Industry Baby" fick ett liknande bemötande som tidigare från religiösa och konservativa.
Många artister tog Lil Nas X i försvar. Den brittiska artisten Elton John hyllade Lil Nas X för att han "bröt barriärer" inom hiphop. John fortsatte: "Det finns många av oss och vi skadar ingen. Det finns många fantastiska och kreativa homosexuella och vi får vad vi förtjänar för bra låtskrivande och artisteri går inte att hålla tillbaka." Amerikanska singer-songwritern Chanté Moore tog avstånd från kritiken att Lil Nas X:s artisteri skulle vara skadligt för unga och kommenterade: "Musik ska inte uppfostra dina barn, inte heller TV:n eller sociala medier. Du är ansvarig för dina barn. Om en artist tar av sig alla sina kläder, låter du dina barn gå ut naken? Vi måste uppfostra våra barn och skydda dem från vad det är vi bedömer att dom behöver skyddas från. Om vi vill skydda dem från skjutningar så stoppar vi inte vapen i deras händer. Du som förälder är ansvarig, ingen annan. Lil Nas X svarade själv konservativa kritiker med att trolla dem i sociala medier. Journalister noterade att kontroversen och kritiken blev en del av marknadsföringen för albumet. Meagan Fredette från W Magazine ansåg att marknadsföringen av Montero kunde betraktas som en "konstform". Grant Rinder från tidskriften GQ ansåg att Lil Nas X var en mästare på den "moderna formen av uppmärksamhet". Han skrev: "Vilken respons han än får så är han alltid först att skämta, han dikterar den kulturella konversationen på ett sätt som de flesta kändisar aldrig skulle kunna". Rinder ansåg att Lil Nas X:s ständiga onlinenärvaro där han skapade humoristiska memes av kritiken och interagerade med fans var en del i hans framgång. Abby Monteil från tidskriften them noterade att anledningen till att han så framgångsrikt trollade kritiker var att han var född och uppväxt i den "digitala tidsåldern" och använde både Twitter och Tiktok som plattformar för att "slå tillbaka".

### Kritikers respons
Montero mottog hyllningar av musikjournalister som berömde de modiga och öppenhjärtiga låttexterna och produktionen. På Metacritic, som sammanställer ett medelvärde upp till 100 baserat flera recensioner i professionella publikationer, fick Montero betyget 85 baserat på 19 recensioner vilket indikerade "universellt beröm". På sammanställaren AnyDecentMusic? fick albumet 7.8 av 10 baserat på deras bedömning av musikjournalisters recensioner. Neil Z. Yeung från Allmusic gav Montero fyra och en halv stjärna av fem och beskrev albumet som en "omedelbar klassiker" och en "fräsch vindpust". Han noterade att Lil Nas X likväl kunnat bli en parentes och en one-hit wonder med "Old Town Road" men att han två år senare, efter att ha kommit ut, inte bara förblev en del av konversationen utan också en drivande kraft som tog den vidare. Yeung skrev: "[Han] utvecklar sitt sound, bryter kulturella gränser och expanderar sin fanbase som en oemotståndlig queerikon. Det är obestridlig charm, trotsighet och öppenhjärtighet som är på full display på hans trumfande debut Montero. " Yeung avslutade med att konstatera: "Stunder av sårbarhet är en välkommen chock från en artist som är expert på att provocera vilket flexar ett artisteri och ärlighet som sällan är hörd inom mainstream-pop eller hiphop". Stephen Dew från Billboard gjorde ingående recension av Montero låt för låt och sammanfattade: "På sitt häpnadsväckande nya album tar Lil Nas X ut svängarna: när man väntar sig att han ska gå åt höger och leverera stora arena pop-rap hymner så fintar han åt höger och erbjuder istället emotionell R&B-introspektion om hans kändisskap, förflutna och potential." Dew fortsatte sedan: "Han visar dessutom att han kan sorgfylld rock, emo, pure pop och till och med pop-punk. Albumet är sprängfyllt med variation och Lil Nas X gör sitt yttersta för att visa sin artistiska mångsidighet."
Laviea Thomas från Clash ansåg att Montero var årets mest "vågade, nitiska och ärliga pop-uttalande. Efter månader av förväntan talar Lil Nas X sin sanning - och världen är redo att lyssna". Maura Johnston från Entertainment Weekly ansåg att Lil Nas X fortsatte att "sudda ut gränserna" mellan genrer med Montero; med blandningen av pop (med stort P) tillsammans med ljud från hela den musikaliska kartan". Hon avslutade: "Det här är ett stort kulturellt event som tvingar dig att möta den svarta, queera, ångestladdade komplexa människan rakt på samtidigt som du sjunger med i refränger som direkt sätter sig på hjärnan — det är denna komplexitet som gör Lil Nas X till den kaotiska stundens främsta artist". Currie från Exclaim! ansåg att albumets mörkare delar visade på Lil Nas X:s imponerande och sårbara berättande genom sin musik. Hon ansåg att hans ambition som seriös musiker var tydlig och att han hade "all potential" att bli en framgångsrik popstjärna. Alexis Petridis från The Guardian ansåg att Lil Nas X visade på en bred "emotionell variation" med Montero och med hans sexualitet i huvudfokus. The Line of Best Fit beskrev albumet som "ikoniskt" och som ett "brev till en yngre version av oss själva". Recensenten efterliknade albumet med en självhjälpsljudbok i hur man skapade ett "perfekt musikalbum".
Något mindre positiv var New Musical Express-skribenten El Hunt som konstaterade: "Lil Nas X representerar hur musikindustrin har växlat om på senare år. Han är uppenbarligen en artist med bra förståelse hur musik sprids online genom en kombination av delningar och algoritmer – samt en som har en förståelse för hur kortlivad människors uppmärksamhet är". Eric Torres från Pitchfork ansåg att Montero till största del var "utfyllnadsfri" men att albumet misslyckades att visa hans "sanna jag", även om det var nära. Han noterade trots det att Lil Nas X var "sårbar i sina texter" vilket fick lyssnaren att bli "investerad i honom som person".

#### Kritikers topplistor
| Publikation               | Lista                                         | Rank | Ref.   |
| ------------------------- | --------------------------------------------- | ---- | ------ |
| BBC                       | The 10 Best Albums of 2021                    | n/a  | [ 82 ] |
| Billboard                 | The 50 Best Albums of 2021                    | 3    | [ 83 ] |
| Billboard                 | The 20 Best Pride Albums of 2021: Staff Picks | n/a  | [ 84 ] |
| Entertainment Weekly      | The 10 Best Albums of 2021                    | 8    | [ 85 ] |
| The Guardian              | The 50 Best Albums of 2021                    | 14   | [ 86 ] |
| The Independent           | The 40 Best Albums of 2021                    | 6    | [ 87 ] |
| Los Angeles Times         | The 10 Best Albums of 2021                    | 4    | [ 88 ] |
| New Musical Express (NME) | The 50 Best Albums of 2021                    | 20   | [ 89 ] |
| Rolling Stone             | The 50 Best Albums of 2021                    | 6    | [ 90 ] |

### Priser och utmärkelser
| År   | Ceremoni              | Kategori                         | Mottagare                        | Resultat  |
| ---- | --------------------- | -------------------------------- | -------------------------------- | --------- |
| 2021 | American Music Awards | Favorite Music Video             | "Montero (Call Me By Your Name)" | Vann      |
| 2021 | American Music Awards | Favorite Male Pop Artist         | Han själv                        | Nominerad |
| 2021 | BET Hip Hop Awards    | Best Hip Hop Video               | "Montero (Call Me By Your Name)" | Nominerad |
| 2021 | BET Hip Hop Awards    | Impact Track                     | "Montero (Call Me By Your Name)" | Nominerad |
| 2022 | Brit Awards           | International Artist of the Year | Han själv                        | Nominerad |
| 2022 | Brit Awards           | Best International Song          | "Montero (Call Me By Your Name)" | Nominerad |

## Kommersiell respons
Montero var det mest förköpta albumet i Apple Music två veckor innan utgivningen, en plats före Voyage av den svenska gruppen Abba. Montero gick in på andraplatsen på amerikanska albumlistan Billboard 200 med 126 000 sålda exemplar. 22 000 av dessa var fysiska exemplar. Under utgivningsveckan gick åtta albumspår in på Billboard Hot 100, vilket gjorde att Lil Nas X hade totalt elva spår på listan varav tre inom topp-tio ("Industry Baby" på plats två, "Montero (Call Me By Your Name)" på plats nio och "That's What I Want" på plats tio). Albumet blockerades från förstaplatsen av Drakes Certified Lover Boy. Med framgångarna bevisade Lil Nas X att han inte var ett "one-hit wonder", som han dessförinnan anklagats vara.
I Australien gick Montero in på förstaplatsen på landets ARIA Charts. Albumet blev Columbias andra utgivning att toppa landets albumlista år 2021. I Storbritannien var Montero landets mest streamade och nedladdade album första helgen efter utgivningen. Albumet gick in på andraplatsen på landets albumlista UK Albums Chart, blockerad återigen från förstaplatsen av Drakes Certified Lover Boy. Enligt Official Charts Company (OCC) hade Montero streamats fler gånger medan Certified Lover Boy hade fler nedladdningar. I Irland såldes Montero i trehundra exemplar mer än Certified Lover Boy och intog därmed förstaplatsen på landets albumlista. Montero gick in på förstaplatsen i en rad andra länder, däribland Danmark, Norge och Nya Zeeland. Det nådde topp-tio på majoriteten av albumlistorna albumet gick in på i övriga delar av världen.

## Eftermäle och kulturellt inflytande
Vidare läsning: Homosexualitetens historia, HBTQ-rörelsen, Queerkultur
"Jag växte upp i ett rätt religiöst hushåll och för mig fanns det många rädslor. Till och med som ett litet barn var jag rädd för att göra misstag. Jag vill att ungdomar som växter upp och känner samma sak, ska känna sig trygga i HBTQ-gemenskapen och inte behöva hata sig själva."
Efter utgivningen av Montero krönte The Wall Street Journal Lil Nas X till den "nya kungen av pop". Under lanseringen av albumet uppmärksammades Lil Nas X för att han inte var rädd för att uttrycka sin sexualitet och för att han "sparkade upp dörrar" i musikbranschen enligt Time. Han har blivit en av sin generations största artister och en pionjär inom hiphop, där offentlig homosexualitet varit ovanlig och underrepresenterad. Lil Nas X har erkänts som den första mainstreammusikern att öppet reflektera kring gayrelationer och gaysex. Montero har beskrivits som en viktig albumutgivning för HBTQ-ungdomar och unga vuxna med ett textinnehåll som representerade och tog upp ämnen som målgruppen kunde relatera till.
Adam B. Vary från Variety noterade att musikvideon till "Montero (Call Me By Your Name)" förändrade "allt" för queera musikartister. Han menade att hbtq-artister som Jonathan Knight från New Kids on the Block och Lance Bass från 'NSYNC förhöll sig i garderoben då de sjöng om kvinnor i sina texter, medan Elton John och Ricky Martin aldrig gett uttryck för sin sexuella läggning i musiken. Vary skrev: "Med allt från strippstång, höftrörelser och korta shorts till de avsiktligt provokativa religiösa bildspråket, kanaliserade Nas alla från Madonna och Janet Jackson till Nicki Minaj och Megan Thee Stallion. Han förkunnar att han har precis lika stor rätt till att få visa skamlös åtrå och vara förförisk med sin kropp." Vary noterade att artister som Frank Ocean och Troy Sivan varit tidiga med att ge uttryck för sina läggningar men inte nått samma kommersiella framgång som Lil Nas X. Emma Kelly från brittiska Metro konstaterade att Stephen Gately från gruppen Boyzone och Mark Feehily från Westlife kommit ut sent i deras respektive karriärer av rädsla för att annars få sina karriärer förstörda eller bli trakasserade. Hon ansåg att Lil Nas X:s val att komma ut tidigt var "extremt modigt" och "viktigt" för hbtq-ungdomar. Montero beskrevs som ett "queer-kulturellt manifest" och att det måste vara "otroligt för en hbtq-ungdom att se en så stor artist vara [bekväm och stolt] med sin läggning offentligt." The Observer kommenterade: "Lil Nas X är inte den första öppet homosexuella musikern, men något han kan ta cred för är att han sjunger om homosexuella relationer på ett vis som inte gjorts tidigare bland mainstreammusiker." Journalisten fortsatte: "Det har funnits album som haft HBTQ+-teman som exempelvis 'Born This Way' av Lady Gaga och 'The Age of Consent' av Bronski Beat. Men de flesta låtar med sexuellt tema har handlat om heterosexuella relationer och Lil Nas X skiftar perspektivet till att handla om gayrelationer, även sex, till allmänhetens beskådan. Han sjunger om längtan, hopp och hjärtekross ur en hbtq individs synvinkel. Han blandar teman om misslyckade kärleksaffärer, engångsfantasier och sökande efter en långvarig kärleksrelation med stor igenkänningsfaktor."
I en recension av Montero beskrev journalisten Alexis Petridis från The Guardian Lil Nas X som ett "extraordinärt fenomen" och skrev: "Det är inte bara det faktum att en av världens största rappare är öppet gay – en öppenhet till homosexualitet har aldrig varit kännetecknet för hiphop – det är att han som öppet gay stoltserar med sin läggning i musiken". Han fortsatte: "Behöver du en bekräftelse på i vilket klimat han utövar sin musik så är till exempel 'Industry Baby' producerad av Kanye West, vars album innehåller DaBaby som gästartist– en öppen homofob." Petridis avslutade: "En cyniker skulle kunna säga att Lil Nas X har tjänat på det pågående kulturkriget; att liberala röster skulle ta det som sin uppgift att hylla hans arbete till skyarna". The Huffington Post beskrev Lil Nas X som en "otrolig pionjär" med det faktum att han normaliserade gaysex och diskuterade ämnet öppet i sina låtar där målgrupperna fanns bland country och rap. Variety skrev: "Vi får gå tillbaka decennier, till David Bowie, Madonna eller Frankie Goes to Hollywood, för att hitta andra popstjärnor som uttrycker sexualitet på ett sådant konfrontativt sätt att det banar vägen och underlättar, för både kommande artister och deras publik."

## Låtlista
| 1.           | "Montero (Call Me by Your Name)"                   | Montero Hill        | Take a Daytrip Omer Fedi Roy Lenzo                              | 2:18  |
| 2.           | "Dead Right Now"                                   | Hill Boo Nanny      | Take a Daytrip Jasper Harris Thomas Levesque                    | 3:41  |
| 3.           | "Industry Baby" (with Jack Harlow)                 | Hill Jackman Harlow | Mark Williams Raul Cubina Take a Daytrip Kanye West Nick Lee    | 3:32  |
| 4.           | "Thats What I Want"                                | Hill                | Fedi Blake Slatkin Ryan Tedder KBeaZy                           | 2:23  |
| 5.           | "The Art of Realization"                           | Hill                | Take a Daytrip Lenzo                                            | 0:24  |
| 6.           | "Scoop" (featuring Doja Cat)                       | Hill Amala Dlamini  | Take a Daytrip Lenzo Fedi                                       | 2:54  |
| 7.           | "One of Me" (featuring Elton John)                 | Hill Ilsey Juber    | John Cunningham Jasper Sheff John Cunningham                    | 2:42  |
| 8.           | "Lost in the Citadel"                              | Hill                | Cunningham                                                      | 2:50  |
| 9.           | "Dolla Sign Slime" (featuring Megan Thee Stallion) | Hill Megan Pete     | Take a Daytrip Lee                                              | 2:25  |
| 10.          | "Tales of Dominica"                                | Hill                | Take a Daytrip Fedi Lenzo                                       | 2:26  |
| 11.          | "Sun Goes Down"                                    | Hill                | Take a Daytrip Fedi Lenzo Michael Olmo Bach Slatkin Andrew Luce | 2:48  |
| 12.          | "Void"                                             | Hill                | Cunningham Carter Lang                                          | 4:08  |
| 13.          | "Dont Want It"                                     | Hill                | Take a Daytrip Nick Mira DT                                     | 2:12  |
| 14.          | "Life After Salem"                                 | Hill                | Cunningham Sheff Lang                                           | 3:31  |
| 15.          | "Am I Dreaming" (featuring Miley Cyrus)            | Hill Cyrus          | Take a Daytrip Fedi William Ward Vincent Goodyer                | 3:03  |
| Total längd: | Total längd:                                       | Total längd:        | Total längd:                                                    | 41:17 |